# Kanton Marseille-Saint-Just
Der Kanton Marseille-Saint-Just war von 1901 bis 2015 ein französischer Wahlkreis im Arrondissement Marseille, im Département Bouches-du-Rhône und in der Region Provence-Alpes-Côte d’Azur. Die landesweiten Änderungen in der Zusammensetzung der Kantone brachten im März 2015 seine Auflösung.
Er umfasste Teile des 13. und 14. Arrondissements von Marseille mit den Stadtteilen:

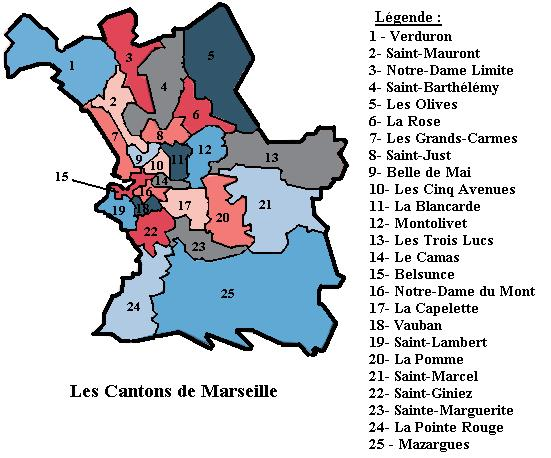
Die Kantone in Marseille bis zum Jahr 2015

- Malpassé
- Bon Secours
- Saint-Just